# Darién
Il Darién (anche noto come tappo del Darién per via della fitta vegetazione, dallo spagnolo Tapón del Darién) è una regione dell'America centrale posta al confine tra Panama e la Colombia, che rappresenta il confine naturale tra l'America centrale e l'America del Sud. Si estende con le sue foreste, i suoi rilievi e i suoi numerosi bacini idrici nella parte settentrionale del Dipartimento di Chocó colombiano e la Provincia di Darién panamense.
Nella regione del Darién ricadono due parchi nazionali: il parco nazionale del Darién a Panamá e il Parco nazionale Los Katíos in Colombia. Il tappo del Darién è geograficamente occupato sul lato colombiano dal delta fluviale dell'Atrato, il quale forma una superficie paludosa che si estende per circa 80 km di ampiezza. La catena montuosa costiera della Serranía del Baudó si estende sulla costa pacifica colombiana e sulle zone più meridionali dello Stato panamense. Quest'ultimo Paese, nella sua porzione del Darién, è nettamente diverso, poiché formato da foreste pluviali montuose, con un'altitudine che va dai 60 m del fondovalle ai 1.845 m del rilievo più alto, il Cerro Tacarcuna nella catena nota come Serranía del Darién.
Nel XVII secolo fu tentata l'installazione nella regione di una colonia scozzese (Schema di Darién). I partecipanti di questo tentativo morirono quasi tutti di malattia nel giro di pochi anni.

## Panamericana
La panamericana è un sistema di strade lungo circa 30.000 km che attraversa il Nord, il Centro e il Sud America, con la sola eccezione della regione di Darién. Sul lato sudamericano, l'autostrada termina (o comincia, a seconda del punto di riferimento) a Turbo, in Colombia, alle coordinate 8°6′ N 76°40′ O. Sul lato panamense, il capolinea (o l'incipit) stradale è la città di Yaviza a 8°9′N 77°41′ O. I due insediamenti distano in linea aerea circa 100 km. Il percorso è costellato di paludi e foreste.
Sono stati effettuati tentativi di realizzare la porzione mancante per decenni al fine di completare la panamericana. La pianificazione iniziò nel 1971 con un sostegno economico proveniente dagli USA, ma i lavori si interruppero tre anni più tardi, a seguito di proteste messe in atto da gruppi di ambientalisti contrari alla deturpazione dell'area incontaminata. Un altro tentativo di costruire il tratto stradale iniziò nel 1992. Nel 1994, un'agenzia delle Nazioni Unite riferì che la realizzazione del progetto così come elaborato con annesse conseguenze, avrebbe causato danni ambientali irrimediabili. È forse per queste ragioni che l'impossibilità di attraversare la regione del Darién ha impedito la diffusione di bovini malati nell'America centrale e settentrionale, che non hanno assistito a fenomeni di afta epizootica dal 1954 e che, almeno dagli anni '70, si è sempre dimostrata una certa reticenza ad operare attivamente nella regione del Darién. Gli Emberá-Wounaan e i Cuna hanno dal canto loro espresso preoccupazione per il progetto, ritenendolo lesivo per l'integrità delle proprie culture.
Le ragioni dell'opposizione presentate dai vari gruppi di indigeni, di governi locali e associazioni ambientaliste riguardano la protezione della foresta pluviale, la tutela delle popolazioni autoctone nell'area e la prevenzione del traffico di stupefacenti e la violenza che ne conseguirebbe.
Un'opzione proposta, in uno studio di Bio-Pacifico, è un breve collegamento in traghetto dalla Colombia a un nuovo porto di Panama. Optando per una simile soluzione non si nuocerebbero le sfere suddette. Un'altra idea è quella di costruire una serie di ponti per evitare le regioni sensibili per l'ambiente.

## Storia

### Storia precolombiana
Artide
     Nord-est
     Aridoamerica
     Mesoamerica
     Regione istmo-colombiana
     Caraibi
     Amazzonia
     Ande

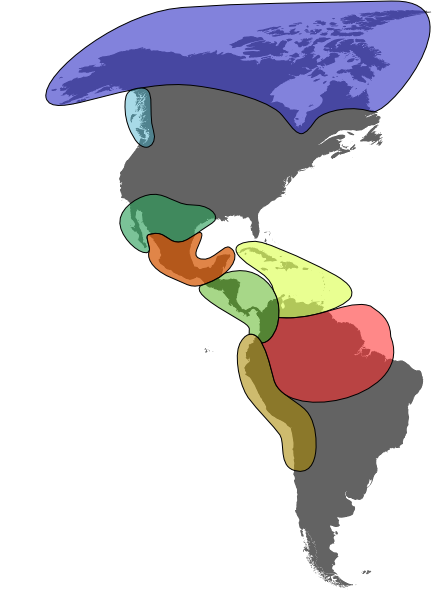
Principali aree popolate dalle civiltà precolombiane nel continente americano:
Artide
Nord-est
Aridoamerica
Mesoamerica
Regione istmo-colombiana
Caraibi
Amazzonia
Ande

Gli studi archeologici sul Darién sono stati più limitati rispetto alle regioni geografiche situate più a nord e più a sud. Tra i principali ricercatori che si sono interessati alla regione rientrano Max Uhle, William Henry Holmes, C. V. Hartman e George Grant MacCurdy. Al loro lavoro si sono aggiunti nel XX secolo Samuel Kirkland Lothrop, John Alden Mason, Doris Stone, William Duncan Strong, Gordon Willey e altri ancora. Uno dei motivi della relativa mancanza di attenzione è la mancanza di interesse manifestata da parte dei locali stessi sui monumenti e l'architettura ancestrali. Esistono numerosi siti formati da imponenti luoghi di sepoltura, piazze, strade lastricate, sculture in pietra e manufatti realizzati in giada, oro e ceramica.
Il Darién è la terra natale degli Emberá-Wounaan e dei Cuna (oltre ad essere l'antica dimora del popolo Cueva prima del XVI secolo). Gli spostamenti locali avvengono spesso per mezzo di piroghe. Sul lato panamense, La Palma era la capitale della provincia e, ancora oggi, il principale centro culturale. Altri insediamenti rilevanti sono Yaviza ed El Real. La popolazione nel Darién ammontava a 1.700 persone nel 1980. Il mais, la manioca, i platani e le banane risultano tuttora le colture di base nelle fattorie locali.
I Cunas vivevano nell'attuale Colombia settentrionale e nella provincia di Darién di Panama al tempo della colonizzazione spagnola, e solo successivamente iniziarono a spostarsi verso ovest a causa di alcune schermaglie sorte con gli spagnoli e con altri gruppi autoctoni. Secoli prima del 1400, i Cuna giunsero in Sud America durante una delle migrazioni dei Chibchan che si spostavano ad est dall'America Centrale. Al tempo della colonizzazione spagnola, si erano stanziati nella regione di Uraba e vicino ai confini di quelli che ora sono il Dipartimento di Antioquia e il Dipartimento di Caldas.

### Colonizzazione europea

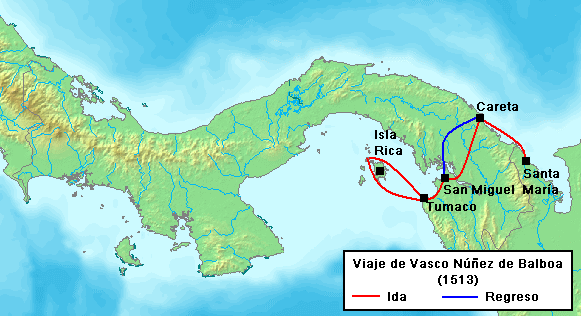
La rotta di Núñez de Balboa verso il Mare del Sud, 1513

Vasco Núñez de Balboa e Alonso de Ojeda esplorarono la costa della Colombia tra il 1500 e il 1501. Trascorsero la maggior parte del tempo nel Golfo di Urabá, dove entrarono in contatto con i Cuna. Il confine regionale fu inizialmente istituito nel 1508 a seguito dell'emanazione di un decreto reale, per separare i governatorati coloniali di Castilla de Oro e Nueva Andalucía, usando il fiume Atrato come delimitazione tra i due governatorati.
Balboa sentì parlare del Mare del Sud da gente del posto mentre navigava lungo la costa caraibica. Il 25 settembre 1513, avvistò il Pacifico.
Nel 1519, fu fondata la città di Panamá vicino a un piccolo insediamento indigeno sulla costa del Pacifico: si trattò della prima colonia capitale costituita sul continente americano. Dopo la scoperta del Perù, esso divenne un importante porto commerciale e centro amministrativo.
Nel 1671, il pirata gallese Henry Morgan attraversò l'istmo di Panamá dal lato caraibico e distrusse la città. L'insediamento fu ricostruito ad alcuni chilometri più a ovest, su una piccola penisola. Le rovine del centro storico, note come Panamá Viejo, sono oggi visitabili e sono state dichiarate patrimonio mondiale dell'UNESCO nel 1997.
L'argento e l'oro del Vicereame del Perù furono trasportati via terra attraverso l'istmo a Portobelo, dove la flotta spagnola del tesoro li spedì a Siviglia e Cadice dal 1707. L'avventuriere Lionel Wafer trascorse quattro anni (1680-1684) tra le comunità dei Cuna.
Nel 1698, la Scozia cercò di stabilire un insediamento attraverso lo schema di Darién, uno dei principali tentativi della Scozia indipendente di costituire una colonia. La prima spedizione di cinque navi (Saint Andrew, Caledonia, Unicorn, Dolphin, ed Endeavour) salpò da Leith il 14 luglio 1698, con a bordo circa 1.200 persone. Gli ordini erano "di procedere verso la baia di Darién, e fondare sull'Isola chiamata l'Isola d'oro ... alcune leghe al margine inferiore della foce del grande fiume di Darién [...] un insediamento stabile sulla terraferma". Dopo aver fatto scalo a Madera e nelle Indie occidentali, la flotta sbarcò al largo della costa di Darién il 2 novembre. I coloni battezzarono la loro nuova casa "Nuova Caledonia".

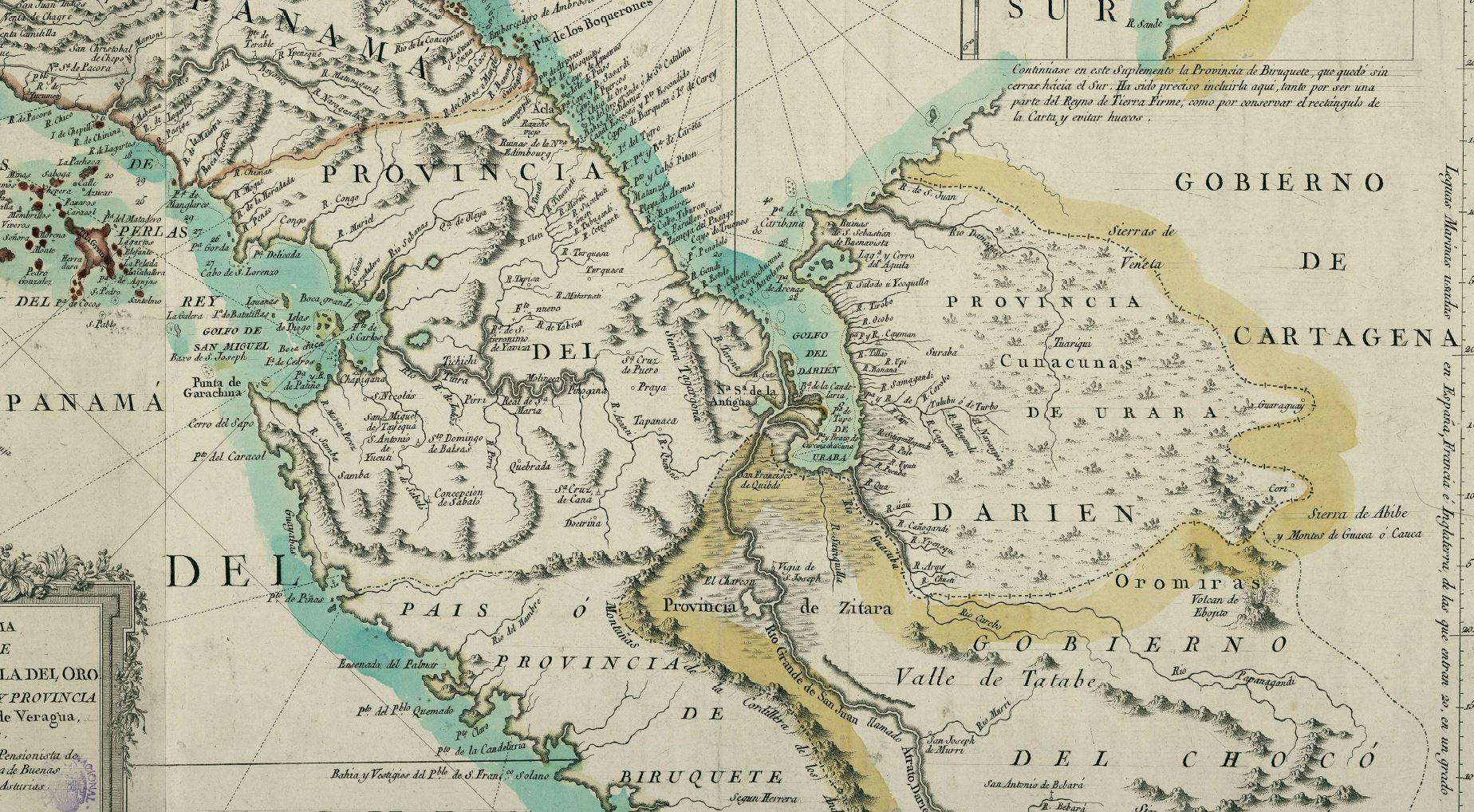
Mappa del Darién del 1785.

L'obiettivo era permettere alla colonia di essere attraversata da una strada che collegasse i due oceani. Dal 1700 ai giorni nostri, sono state avanzate ipotesi secondo cui l'impresa era caratterizzata da una scarsa pianificazione e approvvigionamento, una divisione di intenti, una cattiva scelta dei beni commerciali, devastanti epidemie, comprovati tentativi della Compagnia delle Indie Orientali di stroncarla, nonché dal fallimento nell'anticipare la risposta militare dell'Impero spagnolo. La decisione definitiva di abbandonare il proposito avvenne nel marzo del 1700 dopo che un assedio delle forze iberiche si era già assicurato il porto.
Dato che la Compagnia scozzese era sostenuta da circa il 20% di tutto la liquidità che circolava in Scozia, il fallimento del progetto lasciò tutte le Lowlands in uno stato di grave dissesto: gli incentivi finanziari ricevuti dagli inglesi spinsero i governanti locali a sottoscrivere l'Atto di Unione del 1707. Stando a quanto pattuito, può dedursi che l'establishment scozzese (aristocrazia terriera e élite mercantile) concordò nella possibilità di aspirare da allora ad un potere maggiore per via dei benefici che potevano derivarne. Il commercio internazionale britannico e lo sviluppo dei possedimenti inglesi d'oltremare avrebbero dovuto così contribuire ad arricchire rapidamente gli scozzesi. Alcuni dei nobili scozzesi non potevano non affidarsi a questa speranza, poiché finiti quasi in rovina per via degli investimenti infruttuosi nel fiasco di Darién.
L'attuale confine tra la Colombia e Panama è regolato dal Trattato Victoria-Vélez, firmato a Bogotà il 20 agosto 1924 dai ministri degli Esteri di Panama, Nicolás Victoria e Colombia, Jorge Vélez. Questo trattato è ufficialmente registrato nel registro n. 814 dei trattati della Società delle Nazioni in data 17 agosto 1925. Il confine è stato studiato sulla base di una legge colombiana che lo definiva promulgata il 9 giugno 1855.

### Risorse naturali

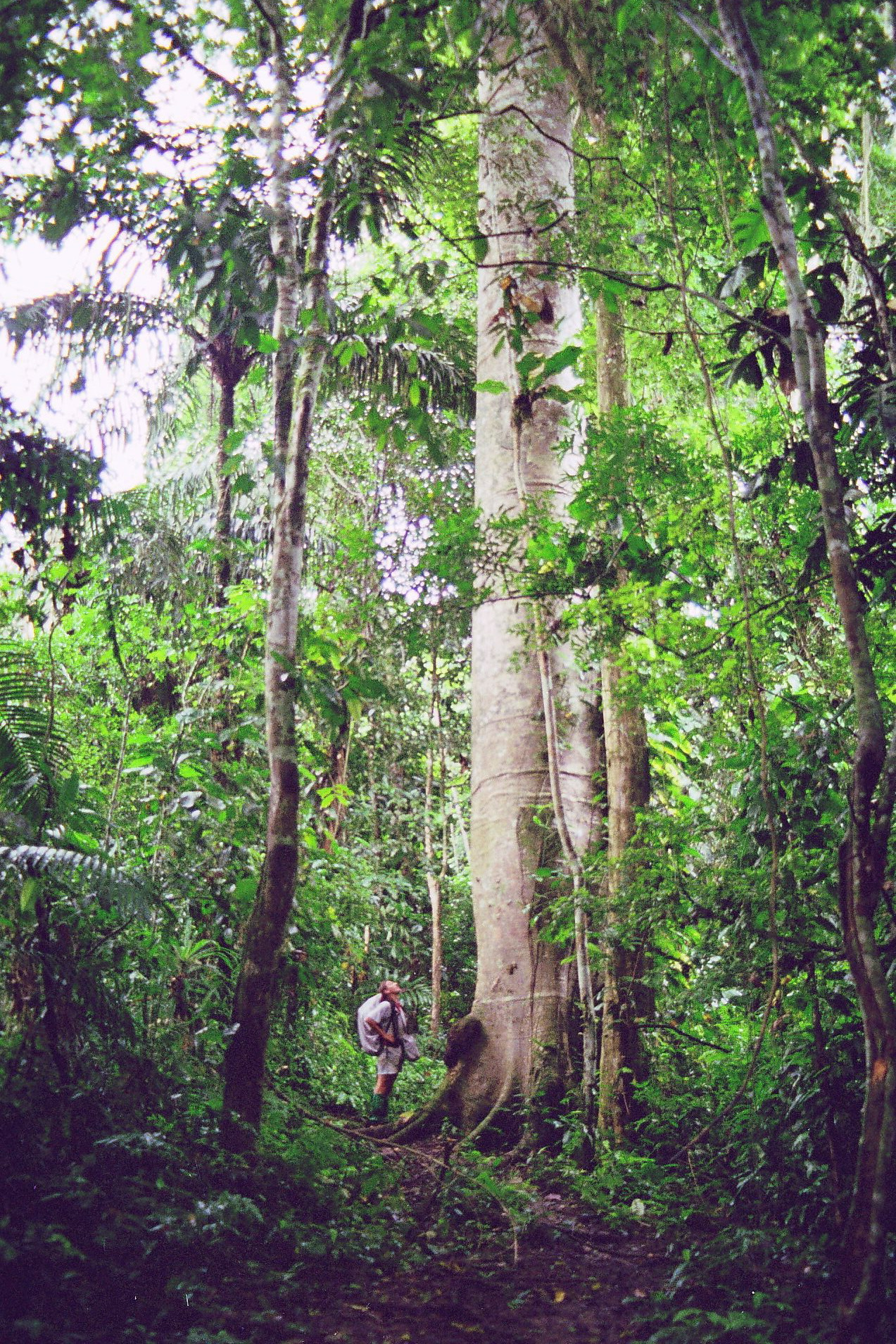
Un albero di Ceiba nel tappo di Darién. Queste piante erano considerate sacre dalle antiche culture Maya

Esistono due grandi parchi nazionali nel tappo di Darién: il Parco nazionale del Darién a Panama e il Parco nazionale Los Katíos in Colombia. Le foreste locali erano largamente composte da cedrela e mogano, ma molti di queste piante furono disboscate per mano dei taglialegna.
Il parco nazionale del Darién interessa circa 5.790 km quadrati ed è stato istituito nel 1980. È il più grande parco nazionale del centro America.

### Volo Copa Airlines 201
Il 6 giugno 1992, l'equipaggio del volo 201 della Copa Airlines su un modello di aereo Boeing 737 che volava da Panama a Cali, in Colombia, si schiantò nelle foreste del Darién. I 47 passeggeri a bordo morirono tutti sul colpo.

## Attraversamento della regione del Darién

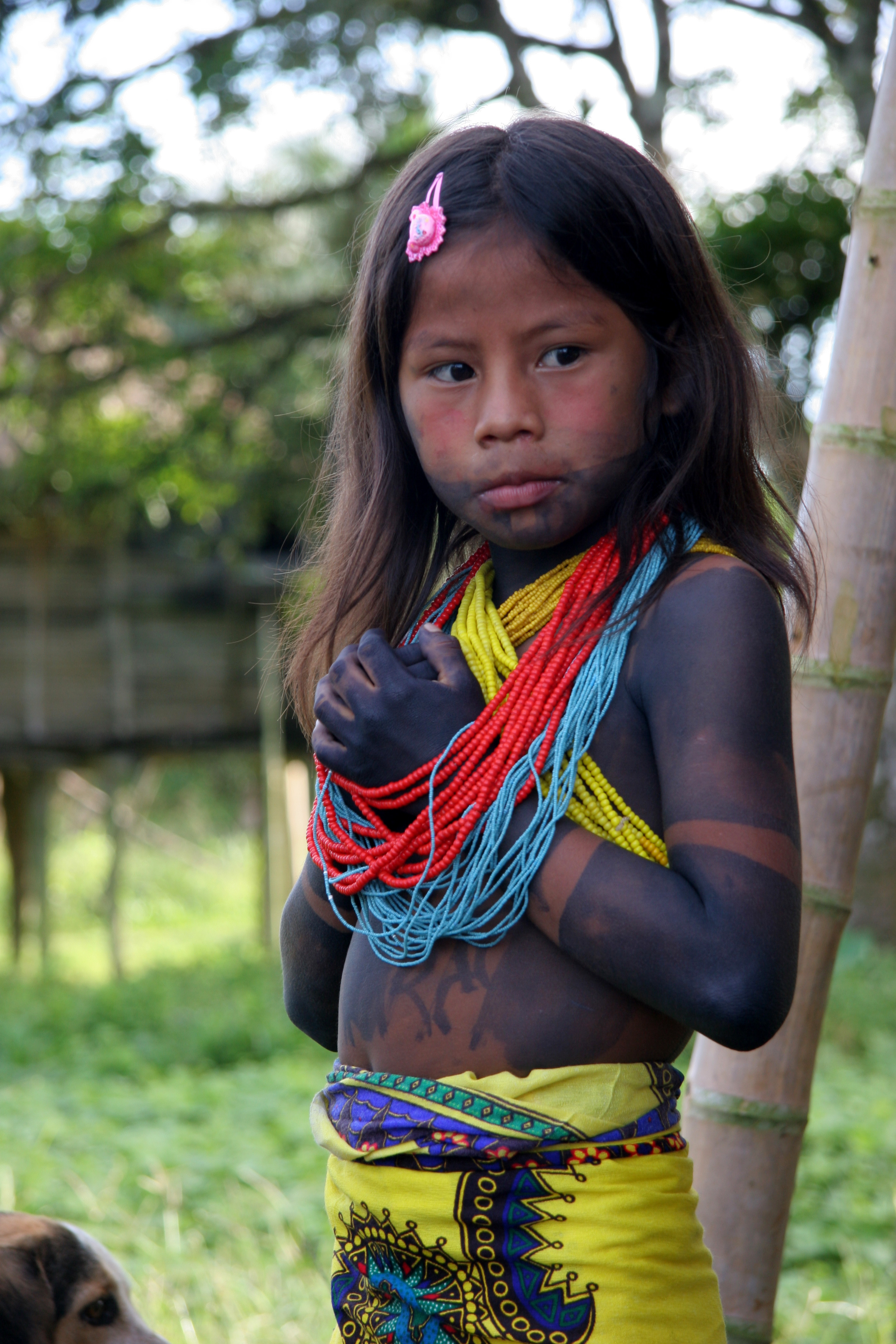
Principessa Emberá

La regione è oggi attraversabile da veicoli fuoristrada che tentano viaggi intercontinentali. La prima spedizione post-coloniale nel Darién fu l'Esplorazione delle Paludi del Darién nel 1924–1925, sostenuta da numerosi importanti promotori, tra cui la Smithsonian Institution.
Il primo veicolo a transitare il Darién era guidato da tre brasiliani a bordo di due Ford Model T. Gli avventurieri sudamericani lasciarono Rio de Janeiro nel 1928 e giunsero negli USA dieci anni dopo. La spedizione intendeva attirare l'attenzione sull'autostrada panamericana, dopo una conferenza internazionale tenutasi in Cile nel 1923. I partecipanti erano Leonidas Borges de Oliveira, tenente dell'esercito brasiliano, Francisco Lopez da Cruz dell'aeronautica brasiliana e Mário Fava, un giovane meccanico. Sono stati i soggetti immortalati da quella che pare essere l'ultima foto scattata di Augusto César Sandino, che li ha ricevuti in Nicaragua, e sono stati poi accolti anche da Henry Ford e Franklin Roosevelt negli Stati Uniti. La loro storia è descritta accuratamente nel libro O Brasil através das três Américas scritto da Beto Braga. Un altro attraversamento è stato completato dal Land Rover La Cucaracha Cariñosa (l'affettuoso scarafaggio) e una Jeep della Spedizione Trans-Darién del 1959-1960, guidata dal panamense Amado Araúz, sua moglie Reina Torres de Araúz, un ex membro della britannica Special Air Service, tale Richard E. Bevir, e l'ingegnere australiano Terence John Whitfield. Il gruppo partì da Chepo, Panama, il 2 febbraio 1960 e raggiunse Quibdó, in Colombia, il 17 giugno 1960, con una media di 201 metri all'ora percorsi in 136 giorni. Gli uomini si districarono tra circa 180 specchi d'acqua, realizzando diversi ponti di fortuna con tronchi di palma resistenti nei pressi del fiume Atrato.

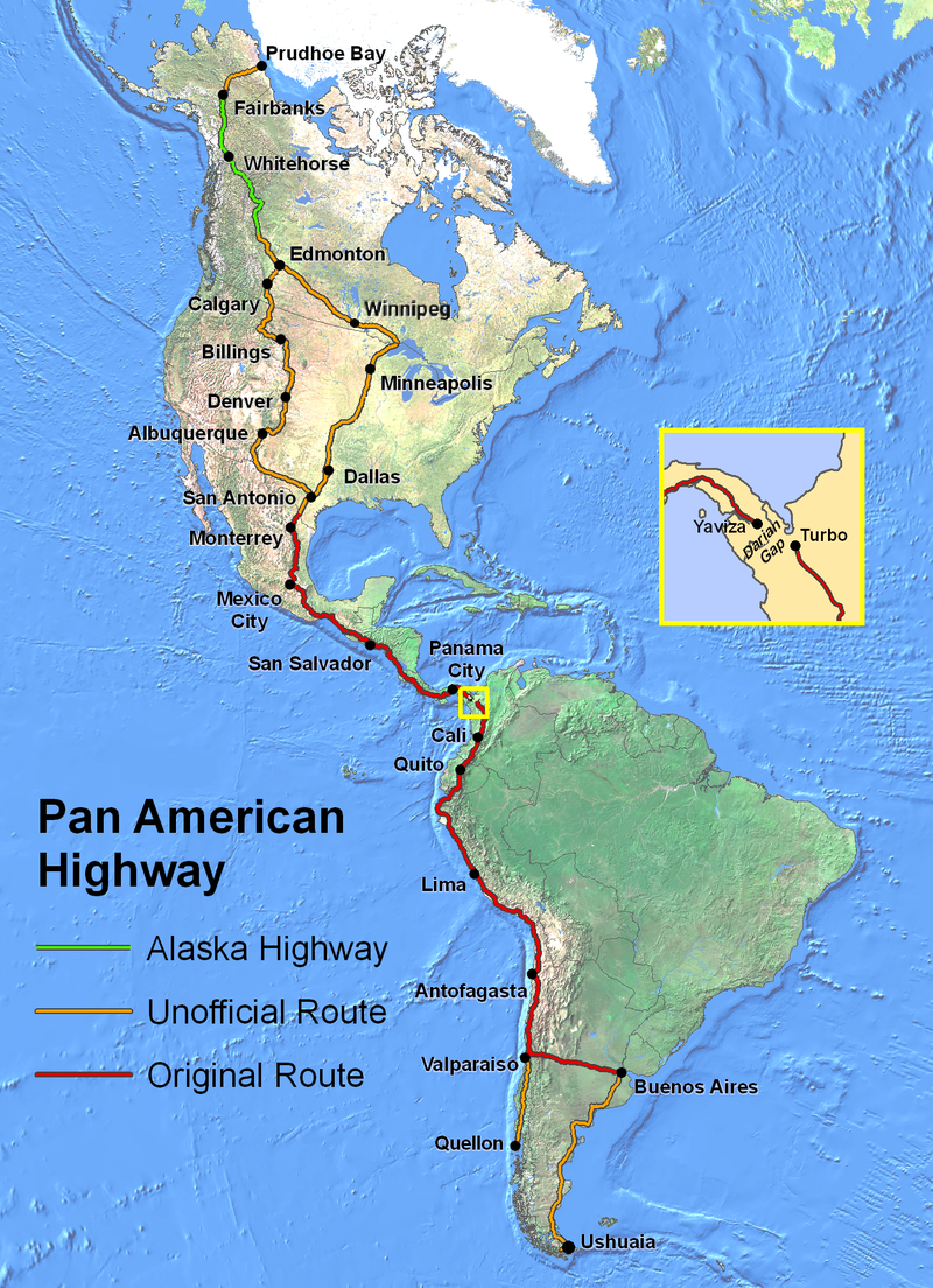
La Panamericana da Prudhoe Bay, negli Stati Uniti, a Quellón, in Cile, e Ushuaia, in Argentina, con percorsi ufficiali e non ufficiali mostrati in Messico, America Centrale e Meridionale. Sono mostrate anche alcune tratte non ufficiali tra gli USA e il Canada come esistevano nei primi anni '60. Nel 1966, il nuovo sistema autostradale degli Stati Uniti d'America ha reso ufficiale lo status di rotte perlopiù in precedenza non ufficiali

Nel dicembre 1960, durante un viaggio in moto dall'Alaska all'Argentina, anche l'avventuriero Danny Liska tentò di attraversare il tappo del Darién da Panama alla Colombia. Liska fu costretto ad abbandonare la sua moto e attraversare la sezione in barca e a piedi. Nel 1961, una squadra di tre Chevrolet Corvair del 1961 e diversi veicoli di supporto partirono da Panama. Il gruppo era sponsorizzato da Dick Doane Chevrolet (un concessionario Chevrolet di Chicago) e dalla divisione Chevrolet della General Motors. Al 109º giorno di viaggio si raggiunse il confine colombiano con due Corvair, mentre la terza fu abbandonata nella giungla. Il viaggio è stato documentato in un film della Jam Handy Productions e in un articolo edito dalla rivista Automobile Quarterly (Volume 1 numero 3, dall'autunno del 1962).
Una coppia di Range Rover fu usata nella Spedizione transamericana britannica nel 1972 guidata da John Blashford-Snell, che si ritiene sia stata la prima esplorazione pensata per attraversare solo tramite un veicolo il continente americano nella sua interezza. La spedizione attraversò le paludi dell'Atrato in Colombia con le auto su speciali zattere gonfiabili, trasportate nella parte posteriore dei veicoli. Tale operazione fu resa possibile grazie al sostanziale supporto dall'esercito inglese. Il libro di Blashford-Snell intitolato Something Lost Behind the Ranges narra in diversi capitoli la spedizione nel Darién. Un altro testo che racconta questa spedizione è The Hundred Days of Darien, scritto da Russell Braddon nel 1974. Oltre ai libri, esiste un cortometraggio girato da due cameraman di Vancouver, Alan Bibby ed Eric Rankin. I due sono stati menzionati più volte nel libro e sono presenti in alcune immagini.
La prima traversata su ruote completamente terrestre del tappo (per le altre, come si è detto, furono utilizzate imbarcazioni o si procedette a piedi nelle sezioni più fitte e impenetrabili) fu quella del ciclista britannico Ian Hibell, che partì da Capo Horn nel 1971 e giunse in Alaska nel 1973. Hibell seguì un "percorso diretto" via terra da sud a nord, attraversando senza lasciare il mezzo persino alcune paludi dell'Atrato in Colombia. Hibell completò la sua traversata del Darién accompagnato da due compagni di ciclismo della Nuova Zelanda che avevano proceduto con lui da Capo Horn. Tuttavia, i neozelandesi non lo seguirono fino in Alaska.

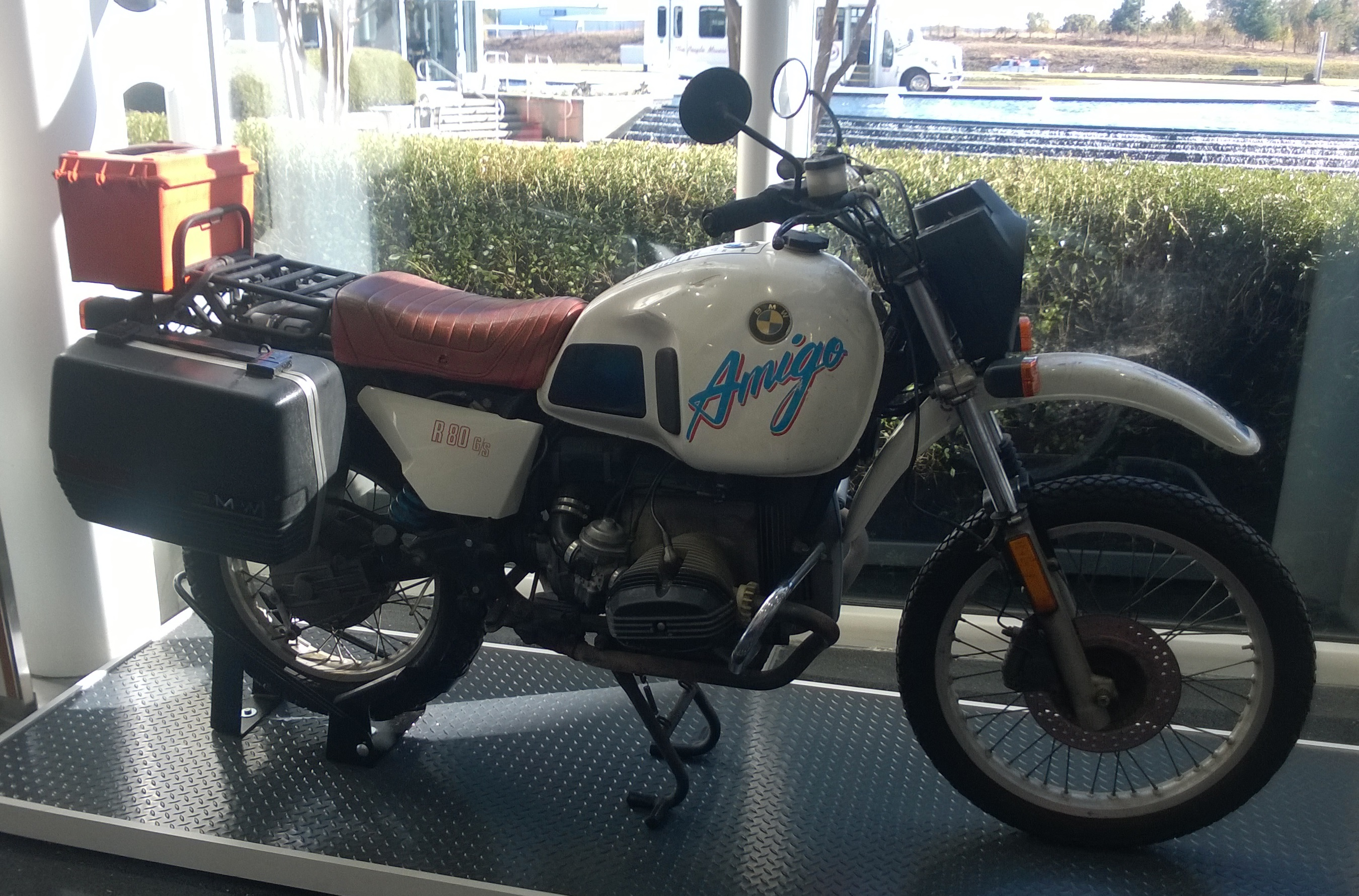
L'"Amigo" di Ed Culberson (una motocicletta BMW R80G/S) è stato il primo veicolo a motore a percorrere la panamericana via terra

Il primo a cimentarsi e riuscire nell'impresa con le due ruote fu di Bob Webb nel marzo del 1975. Un altro attraversamento sulle quattro ruote motrici avvenne nel 1978-1979 per opera di Mark A. Smith e del suo gruppo, i quali superarono i 400 km della regione in 30 giorni alla guida di cinque Jeep CJ-7. Percorsero molti chilometri lungo il fiume Atrato servendosi di chiatte.
I primi a riuscire a muoversi solamente sulle quattro ruote agirono tra il 1985 e il 1987: i protagonisti furono Loren Upton e Patty Mercier, i quali adoperarono una Jeep CJ-5 e ci misero 741 giorni per percorrere 201 km. L'impresa è descritta nel Guinness Book of Records del 1992. Ed Culberson è stato il primo a seguire l'intera autostrada panamericana, compreso il percorso ideato (e mai realizzato) nel Darién su una moto, una BMW R80G/S. Da Yaviza incrociò e seguì la squadra di Loren Upton, separandosi poco prima di Pucuru e proseguendo per conto proprio in base alle informazioni a sua disposizione.
Negli anni '90, la regione è divenuta meno isolata grazie ad un servizio di traghetto fornito dalla Crucero Express, compagnia che cessò di operare nel 1997.
Sono stati realizzati nel corso degli ultimi decenni del XX secolo numerosi passaggi da attraversare a piedi. L'avventuriere inglese Sebastian Snow ha superato il tappo in compagnia dell'antropologo ed etnobotanico Wade Davis nel 1975 come parte della sua passeggiata ininterrotta dalla Terra del Fuoco alla Costa Rica. Il cammino è documentato nel suo libro del 1976 The Rucksack Man e nel libro di Wade Davis del 1985 The Serpent and the Rainbow. Nel 1981, George Meegan si è spinto nella regione avendo progettato una simile avventura. Anche lui infatti si incamminò dalla Terra del Fuoco, giungendo però fino in Alaska. La sua biografia del 1988, The Longest Walk, descrive il viaggio e ha dedicato un capitolo di 25 pagine sulle peripezie affrontate per attraversare il Darién. Nel 2001, come parte della sua Goliath Expedition — un viaggio volto a percorrere un sentiero ininterrotto dalla punta del Sud America allo Stretto di Bering e tornare a casa sua in Regno Unito — Karl Bushby ha attraversato la Colombia e Panama a piedi, senza servirsi di mezzi di trasporto o imbarcazioni.
Nel luglio 1996, durante il loro viaggio in autostop da Ushuaia in tutti i Paesi americani di lingua spagnola, Walter Bläs, Ana Cravioto, Albrecht von der Recke e Gustavo Ross giunsero da Panama in Colombia, diventando i primi messicani ad attraversare il Darién a piedi, secondo il registro dei visitatori conservato dal 1946 a Púcuro. La notte del 28 luglio 1996 sono sopravvissuti all'uragano Cesar-Douglas riparandosi nella giungla da qualche parte tra Paya e Palo de las Letras. Accompagnati da Lico e Juan di Paya, di 11 e 13 anni, i sopravvissuti hanno riferito che diversi alberi di grandi dimensioni gli cadevano attorno e il livello del fiume si era alzato pericolosamente di circa 3 metri quella notte.

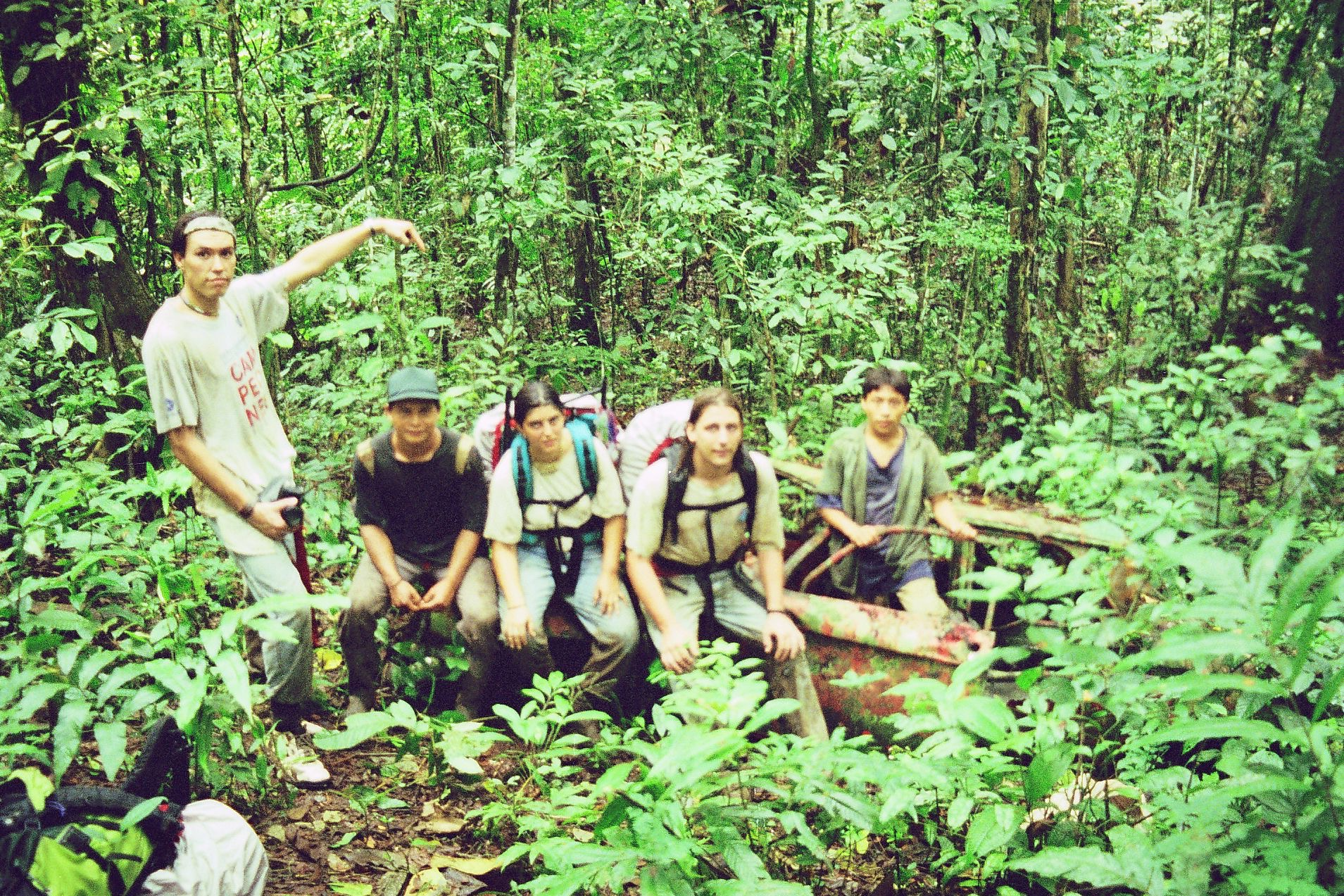
I primi messicani ad attraversare a piedi la boscaglia si riposano presso la "Corvair perduta", il veicolo abbandonato nel 1961 della spedizione fallita finanziata da un concessionario di Chicago

Nel 1979 l'evangelista Arthur Blessitt ha transitato nel tappo del Darién mentre trasportava una croce di legno di 3,6 m, un viaggio confermato dal Guinness World Records come parte del "pellegrinaggio più lungo del mondo" per Cristo. Intraprese il percorso da solo, equipaggiandosi di un machete, di uno zaino pieno di bottiglie d'acqua, di un'amaca, di una Bibbia, di un blocchetto per appunti, di gocce di limone e di alcuni adesivi di Gesù scritti da lui stesso che recitavano "Sorridi! Dio ti ama" (in inglese "Smile! God Loves you"). Blessitt descrive la sua esperienza in un libro, The Cross e in un lungometraggio intitolato con il suo nome.
La maggior parte degli attraversamenti della regione del Darién sono avvenuti da Panama alla Colombia. Nel luglio del 1961, tre studenti universitari, Carl Adler, James Wirth e Joseph Bellina, attraversarono il Golfo di San Miguel presso Puerto Obaldia giungendo al Golfo di Parita (vicino alla Colombia) e infine a Mulatupu nella località allora nota come San Blas e ora identificato come Guna Yala. Il viaggio attraverso il Darién avvenne in banana boat, piroga e a piedi attraverso il fiume Tuira (La Palma e El Real de Santa Maria), Río Chucunaque (Yaviza), il Rio Tuquesa, il villaggio dei nativi Choco e la Serranía del Darién.
Nel 1985, il Progetto Raleigh, noto un anno prima come Progetto Drake e divenuto nel 1989 il Raleigh International, ha sponsorizzato una spedizione in cui si prevedeva di procedere via terra lungo la costa del Darién. Il percorso previsto era esattamente opposto a quello tracciato dai tre studenti universitari nel 1961. La spedizione infatti cominciò nella baia di Caledonia presso la Serranía del Darién, giungendo poi di volta in volta al Río Membrillo, al Río Chucunaque e infine a Yaviza, seguendo approssimativamente la rotta intrapresa da Vasco Núñez de Balboa nel 1513.
Tra i primi anni '80 e la metà degli anni '90, Encounter Overland, una società britannica di viaggi d'avventura, organizzò percorsi di trekking di 2-3 settimane attraverso il tappo del Darién da Panama alla Colombia o viceversa. Per gli spostamenti era prevista una combinazione di qualsiasi mezzo di trasporto disponibile: jeep, autobus, barche e percorsi adibiti al trekking. i viaggiatori dovevano regolarsi da sé per le provviste. I gruppi erano costituiti da partecipanti di entrambi i sessi, indivisi per nazionalità e fasce di età e assistiti da esperte guide del trekking. Una di esse ha diretto nove viaggi nel Darién e in seguito ha lavorato come guida logistica e coordinatore per l'unità di storia naturale della BBC durante la produzione di un documentario chiamato A Tramp in the Darien, presentato alla BBC nel 1990-1991.
La traversata terrestre completa della foresta pluviale di Darién a piedi e in battello fluviale (cioè dall'ultima strada a Panama alla prima strada in Colombia) divenne più pericolosa negli anni '90 a causa del conflitto armato colombiano. La parte colombiana della foresta pluviale del Darién nella regione del Parco Katios cadde dopo alcuni scontri in mano a milizie para-governative. Inoltre, i combattenti colombiani hanno altresì fatto il loro ingresso in territorio panamense, occupando alcuni villaggi nella giungla e uccidendo o rapendo abitanti e viaggiatori. Proprio mentre le ostilità stavano iniziando a farsi più intense, il diciottenne Andrew Egan si è diretto nella foresta pluviale di Darién, descrivendo in dettaglio l'escursione nel libro Crossing the Darien Gap.
A partire dal 2013, la sezione costiera sul lato est dell'istmo di Darién è diventata relativamente sicura. Questa è accessibile in motoscafo passando per il Golfo di Urabá da Turbo a Capurganá, quindi seguendo la costa fino a Sapzurro. È inoltre possibile effettuare escursioni da lì a La Miel, Panama. Qualsiasi percorso interno attraverso il Darién rimane altamente pericoloso. Nel giugno 2017, il giornalista della CBS Adam Yamaguchi ha filmato trafficanti di esseri umani alla guida dei rifugiati in un viaggio di nove giorni dalla Colombia a Panama attraverso il Darién.
È oggi assodato che i migranti provenienti dall'Africa attraversano il Darién per raggiungere il Centro America e poi gli Stati Uniti. Questa rotta spesso inizia con voli verso l'Ecuador (sfruttando la politica liberale in materia di visti di quello Stato) per poi tentare di attraversare metà del continente a piedi. Il giornalista Jason Motlagh è stato intervistato da Sacha Pfeiffer nel programma radiofonico della NPR On Point nel 2016 a proposito del suo lavoro volto a documentare la situazione dei migranti nel tappo del Darién.
Nel corso del 2023 circa cinquecentomila migranti provenienti dai paesi dell'America Meridionale e diretti verso gli Stati Uniti hanno attraversato la selva con mezzi di fortuna; molti di loro sono morti, ma è praticamente impossibile sapere quanti.

## Conflitto armato

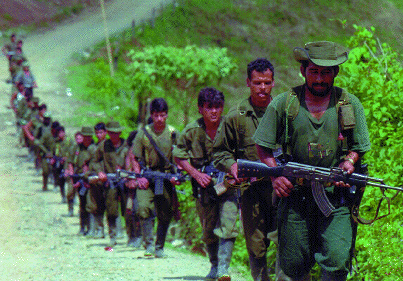
Ribelli delle FARC nel 1998

Il tappo del Darién ha visto negli ultimi decenni del secolo scorso la presenza delle Forze Armate Rivoluzionarie Marxiste della Colombia (FARC), che si sono rese protagoniste di omicidi, rapimenti e violazioni dei diritti umani durante l'insurrezione messa in atto contro il governo colombiano. I ribelli delle FARC si stanziarono su entrambi i lati del confine colombiano-panamense.
I trafficanti colombiani, i coyote, si aggirano per la cittadina offrendo aiuto per il trasporto attraverso il Darién. Il pagamento dei trafficanti è spesso necessario per sopravvivere ai pericoli della traversata. Da lì, i migranti attraversano il Golfo di Urabá, sui pescherecci dei pescatori locali, spesso sovraffollati, e sbarcano nei comuni di Acandí o Capurganá sulla costa orientale del Darién.
Nel 2000, due viaggiatori britannici, Tom Hart Dyke e Paul Winder, furono rapiti dalle FARC nel Darién mentre cercavano orchidee esotiche, piante per le quali Dyke aveva una passione particolare. I due sono stati tenuti prigionieri per nove mesi e minacciati di morte prima di essere rilasciati incolumi e senza riscatto. Dyke e Winder hanno successivamente documentato la loro esperienza nel libro The Cloud Garden e in un episodio del documentario Locked Up Abroad.
Altre vittime politiche sono i tre missionari delle Nuove Tribù, un gruppo evangelista statunitense, scomparsi nella giungla panamense nel 1993.
Nel 2003, Robert Young Pelton, su incarico della rivista National Geographic Adventure, e due compagni di viaggio, Mark Wedeven e Megan Smaker, furono detenuti per una settimana dalle Autodifese Unite della Colombia, un'organizzazione paramilitare di estrema destra: tale evento ebbe una notevole risonanza mediatica.
Nel maggio 2013, l'escursionista svedese Jan Philip Braunisch è scomparso nell'area dopo aver lasciato la città colombiana di Riosucio con l'intenzione di giungere a piedi Panama, attraverso la Cuenca Cacarica. Le FARC hanno in seguito ammesso di averlo ucciso avendolo scambiato per una spia straniera.